# 普萊森特格羅夫鎮區 (愛荷華州馬哈斯卡縣)
普萊森特格羅夫鎮區（英語：Pleasant Grove Township）是位於美國愛荷華州馬哈斯卡縣的一個行政鎮區。

## 地方資料
根據2010年美國人口普查的數據，普萊森特格羅夫鎮區的面積為92.14平方千米，當中陸地面積為91.54平方千米，而水域面積為0.60平方千米。當地共有人口232人，而人口密度為每平方千米2.52人。